# Björnholmen, Haninge kommun
För andra betydelser, se Björnholmen.
Björnholmen är en drygt 2 kilometer lång ö mellan Vitsgarn och Muskö i Haninge kommun. Ön har en yta av 1,33 kvadratkilometer.

## Historia

### Tiden under Häringe
Under medeltiden hörde Björnholmen till byn Gryt i Västerhaninge socken, men i slutet av 1500-talet byggdes det ett torp under Häringe på ön. Den äldsta bevarade källan är ett brev från kung Johan III till en Anders Bengtsson (förmodligen fogde eller liknande vid Häringe) där han beviljar grytbönderna skattelättnader då de inte längre kan använda Björnholmen till slåtter och bete.
| ”                | Wj låte tigh forstå Anders Bengzon at thenne Wår undersåte Lasse i Gryt i Westerhaninge s. sampt hans granne hafuer uthi underdånigheet lätz gifue oss tilkänna, at ifrå för:de by ähr för någre åhr sedan tagit oen engeholma benemdh Biörneholman om 8 sommar lass höö, och lagt wnder Heringe gårdh deremot the inhz hafue wederlagh bekomit | „ |
| – kung Johan III | |   |

Första gången Björnholmen tas upp i skattelängden är inför Älvsborgs lösen 1613 då skatt erlades för torparen Markus, hans hustru och en piga. 1699 finns Björnholmen med i en geometrisk jordebok över Västerhaninge socken.
| ”                                           | Biörnholmen ¼ Frälsehemman under Kungl. Rådet och Praesidenten Högwälborne Gref Fabian Wrede; Ähr upbygdt Eenstaka på Biörnholmen, som i forna tijder warit till Gryth, belägin uthi Skiähregården ifrånn stora lanswägen 1 ½ Mihl ut. Näste stad Stockholm landwägen 4 Mihl, Siögewägen 8, Hwarest åbonn, små warur, fisk, ost, smör, killinger och kalfwar sampt andra små pährsedlar, plägas afsättia och föryttra. | „ |
| – Västerhaninge socken geometriska jordebok | |   |

Under rysshärjningarna 1719 tycks torpet på Björnholmen ha undgått att brännas ner. Det finns i alla fall inte upptaget i mantalslängden från 1721 såsom afbränd som gårdarna på Vitsgarn och Muskö.

### Björnholmen i privat ägo
Efter över tvåhundra år under Häringe såldes Björnholmen 1760 av Carl Julius De la Gardie. Köpare var jaktlöjtnanten David Cloos från Dalarö som 1766 flyttade in i ett nybyggt hus på ön. David Cloos avled 1793 i ett slaganfall och 1796 dog även hans hustru Maria. Björnholmen ärvdes av Marias 22 år yngre halvsyster Jacobina. Jacobina var sedan 1793 gift med notarien Thure Reinhold Liebman. Efter hans död 1798 gifte hon om sig med Gumerus Lönnbergh. Lönnbergh blev efter hand allt mer inblandad i trassliga och dåliga affärer och försattes i personlig konkurs 1803 vilket ledde till att Björnholmen 1804 såldes på exekutiv auktion. Ny ägare blev Lars Fredrik Grubb från Strängnäs, som emellertid snart sålde ön vidare till Erik Åkerman och Olof Larsson Lättström.
Senare fanns här två gårdar. In på 1990-talet hölls får och nötboskap på ön, men därefter lades verksamheten ned. 2012 fanns endast några få betesdjur kvar på ön. 2012 fanns två fastboende på ön, under sommartid omkring 30 sommarboende.